# PID-regulator

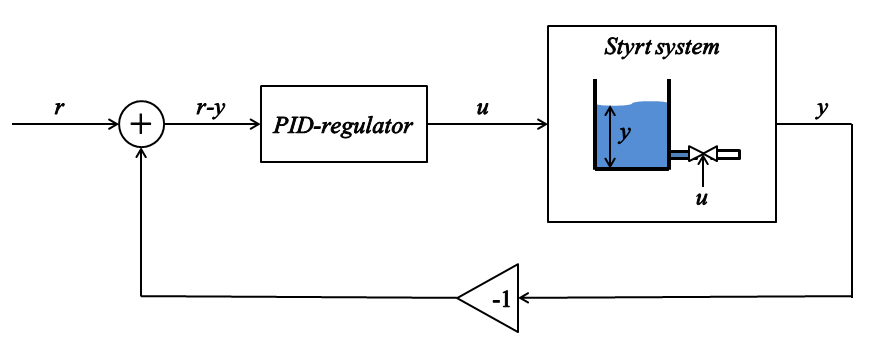
Exempel på en sluten reglerloop med PID-regulator med tillhörande styrt system

PID-regulator är en ofta använd regulator inom reglertekniken. Förkortningen PID kommer från regulatorns tre element: en proportionerlig del, en integrerande del samt en deriverande del.
Den matematiska funktionen för en PID-regulator kan skrivas
{\displaystyle u(t)=K\left(r(t)-y(t)+{\frac {1}{T_{i}}}\int _{0}^{t}r(\tau )-y(\tau )d\tau +T_{d}{\frac {d(r(t)-y(t))}{dt}}\right)}
där r är referenssignalen och y det styrda systemets utsignal. Parametrarna K, Ti och Td, kallade designparametrar, behöver väljas så att regulatorn, tillsammans med systemet som skall regleras, får det beteende som önskas. Till hjälp i detta val finns det vanligt förekommande inställningsregler.

## PID-regulatorns delar

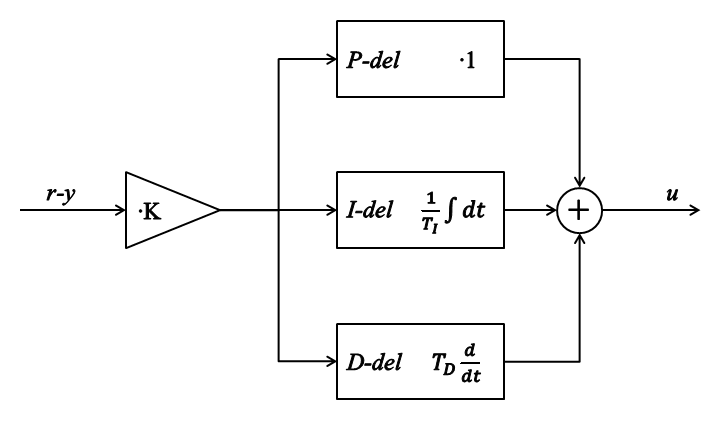
Blockdiagram för en parallellkopplad PID-regulator

PID-regulatorn består av tre element, vanligen kopplade idealt, medan äldre eller fristående regulatorer oftast är seriekopplade eller möjligen parallellkopplade.
Proportionell förstärkning
Ökat K-värde (större förstärkning) leder till:
- ökad snabbhet
- minskade stabilitetsmarginaler
- förbättrad kompensering av processtörningar
- ökad styrsignalaktivitet

Integration
Minskat Ti-värde (snabbare, dvs mer integrering) leder till:
- bättre kompensering av lågfrekventa processtörningar, och eliminering av statiska reglerfel
- minskade stabilitetsmarginaler

Derivering
Ökat Td-värde (dvs mer derivering) leder till:
- snabbare aktion på fel
- bättre stabilitetsmarginaler (så länge Td-värdet är rent praktiskt rimligt stort)
- ökad inverkan av mätfel (brus, brum etc i mätsignalen och regulatorer har därför ofta filter i D-termens signalväg)

Om regulatorn fungerar bra nog utan D-term kan denna utelämnas (sätt  Td till noll).

## Implementering
PID-regulatorer har funnits åtminstone sedan 1700-talet och har implementerats med bland annat mekanik, pneumatik och elektronik. Numera används mikrodatorer eller signalprocessorer och en enkel implementering (med en enkel tidsdiskret approximation av derivering och integration) med samplingstiden Ts kan till exempel vara:
{\displaystyle e_{k}=r_{k}-y_{k}}
{\displaystyle I_{k}=I_{k-1}+T_{s}/T_{i}\cdot e_{k}}
{\displaystyle u_{k}=K(e_{k}+I_{k}+T_{d}/T_{s}\cdot (e_{k}-e_{k-1}))}

## Modifieringar av PID-regulatorn

### P, PI- och PD-regulatorer
Om den integrerande delen kopplas bort (det vill säga Ti väljs till oändligheten), erhålls en PD-regulator. På motsvarande sätt kan en PI-regulator erhållas om den deriverande delen kopplas bort, och en P-regulator om såväl den deriverande som integrerande delen kopplas bort.

### Icke-ideal derivering
Den derivering som PID-regulatorn innehåller är förknippad med praktiska problem. Om insignalen till PID-regulatorn innehåller mätbrus, vilket den i praktiken alltid kommer att göra, riskerar detta att förstärkas vid derivering, vilket är oönskat. Ett sätt att undvika detta är att seriekoppla deriveringen med ett lågpassfilter.

### Modifiering av referenssignalen
Man kan välja att vikta insignalen till den proportionerliga respektive deriverande delen med en parameter (med ett värde rimligen mellan 0 och 1), vilket ger ytterligare en frihetsgrad när parametrarna väljs. Uttrycket för regulatorn blir nu 
{\displaystyle u(t)=K\left(\alpha r(t)-y(t)+{\frac {1}{T_{i}}}\int _{0}^{t}r(\tau )-y(\tau )d\tau +T_{d}{\frac {d(\beta r(t)-y(t))}{dt}}\right)}

## Inställningsregler
Som stöd för att välja parametrarna till regulatorn finns det regler som har utvecklats. De flesta av dessa regler bygger på att man har någon typ av modell av systemet, som man kan ta fram med hjälp av stegsvars- eller självsvängningsexperiment.

### Stegsvarsexperiment
Om styrsignalen till systemet som ska regleras väljs till ett steg (t.ex. från 0 till 1), blir motsvarande utsignal från systemet ett så kallat stegsvar. Stegsvaret från systemet som ska regleras används sedan för att ställa in parametrarna i en-, två- eller treparametermodell, det vill säga system med överföringsfunktionen {\displaystyle G_{m}(s)={\frac {b}{s}}e^{-sL}} respektive {\displaystyle G_{m}(s)={\frac {K_{p}}{1+sT}}e^{-sL}}, för att stegsvaret för modellen ska stämma överens så väl som möjligt med stegsvaret från systemet som ska regleras. Parametrarna ur modellen används sedan för att, med hjälp av någon inställningsregel, ta fram parametrarna till PID-regulatorn.

### Självsvängningsexperiment
I ett självsvängningsexperiment återkopplas systemet med en P-regulator, det vill säga endast en förstärkning av reglerfelet. Förstärkningen i P-regulatorn vrids sedan upp till att det återkopplade systemet blir marginellt stabilt (på gränsen till instabilt), och förstärkningen och den frekvens som systemet svänger med noteras som Ku, kritisk förstärkning, respektive Tu, kritisk periodtid. 
Ett alternativ till att använda en P-regulator och öka förstärkningen till instabilitet fås, är att återkoppla systemet med ett relä, som ger styrsignalen +a för alla positiva reglerfel, och -a för alla negativa. Svängningstiden hos systemets utsignal, Tu, är den kritiska periodtiden, och {\displaystyle K_{u}={\frac {4a}{C\pi }}}där C är utsignalens svängningsamplitud, noteras som den kritiska förstärkningen.

### Ziegler-Nichols
Ziegler-Nichols är en inställningsmetod som ger en förhållandevis "aggressiv" reglering som lämpar sig för instabila processer med snabba förlopp.
För parametrar b och L för en tvåparametermodell av stegsvaret kan Ziegler-Nichols regler uttryckas i följande tabell:
| Regulator | K        | Ti | Td  |
| --------- | -------- | -- | --- |
| P         | 1/(bL)   |    |     |
| PI        | 0.9/(bL) | 3L |     |
| PID       | 1.2/(bL) | 2L | L/2 |

För parametrarna Ku och Tu erhålla ur ett självsvängningsexperiment kan reglerna uttryckas:
| Regulator | K      | Ti     | Td      |
| --------- | ------ | ------ | ------- |
| P         | 0,5Ku  |        |         |
| PI        | 0,45Ku | 0,85Tu |         |
| PD        | 0,55Ku |        | 0,15Tu  |
| PID       | 0,60Ku | 0,50Tu | 0,125Tu |

### Lambdatrimning
Denna metod innebär att insvängningstiden (tid från ändring till nytt stabil nivå) delas upp i 4-6 lika långa enheter kallade λ (lambda), som sedan beräknas för att ge lugn insvängning utan överslängar och onödig förslitning av reglerutrustningen. Nackdelen är att den inte lämpar sig för instabila processer med snabba förlopp.

### IMC-trimning
Metoden IMC-trimning kan, utifrån treparametermodellen ovan, uttryckas på följande sätt.
{\displaystyle K={\frac {L}{K_{p}(T_{c}+L)}}({\frac {1}{\tau }}-{\frac {1}{2}})}
{\displaystyle T_{i}=L({\frac {1}{\tau }}-{\frac {1}{2}})}
{\displaystyle T_{d}=L{\frac {1-\tau }{2-\tau }}}
där {\displaystyle \tau ={\frac {L}{L+T}}}
och Tc är en designparameter.

### Specifikation av punkt på Nyquistkurvan
Med parametrar för en treparametermodell, identifierade enligt stegsvarsexperiment ovan, kan metoden uttryckas:
K = 0,35Ku, Ti = 0,76Tu, Td=0,19Tu.
Metoden ser till att kretsförstärkningen (givet att systemet beskrivs av treparametermodellen) går genom punkten -0,6 -0,28i i ett Nyquistdiagram, därav namnet.

### Chien-Hrones-Reswick
För en tvåparametermodell kan reglerna uttryckas:
| Regulator          | K         | Ti   | Td     |
| ------------------ | --------- | ---- | ------ |
| P, 0% översläng    | 0,3/(bL)  |      |        |
| P, 20% översläng   | 0,7/(bL)  |      |        |
| PI, 0% översläng   | 0,6/(bL)  | 4,0L |        |
| PI, 20% översläng  | 0,7/(bL)  | 2,3L |        |
| PID, 0% översläng  | 0,95/(bL) | 2,4L | 0,42*L |
| PID, 20% översläng | 1,2/(bL)  | 2,0L | 0,42*L |